# Samsung Galaxy M
A série Samsung Galaxy M é uma linha de smartphones de nível básico e intermediário fabricados pela Samsung Electronics. Os primeiros modelos da série foram os básicos Galaxy M10 e M20, lançados em 5 de fevereiro de 2019. Seguidos pelo Samsung Galaxy M30, lançado em 7 de março, com algumas melhorias mas ainda sendo considerado pelo mercado como um aparelho básico. Em 10 de setembro de 2020, a Samsung anunciou o Galaxy M51, o primeiro modelo intermediário desta série.
O principal diferencial da série é privilegiar as vendas online diretas, visando reduzir os custos com lojas e estoques. Seu foco está no custo-benefício, com baterias de alta capacidade e configurações de câmera com várias lentes, seguindo uma tendência dos smartphones populares em 2019. Ela está posicionada abaixo da série Galaxy A, sendo mais simples em alguns pontos chave, como o áudio mono e a ausência de proteção contra água. Apesar disso, alguns modelos mais recentes da linha foram derivados da série A, com alterações, como os Galaxy M51, M52 5G e M53 5G.

## Descrição

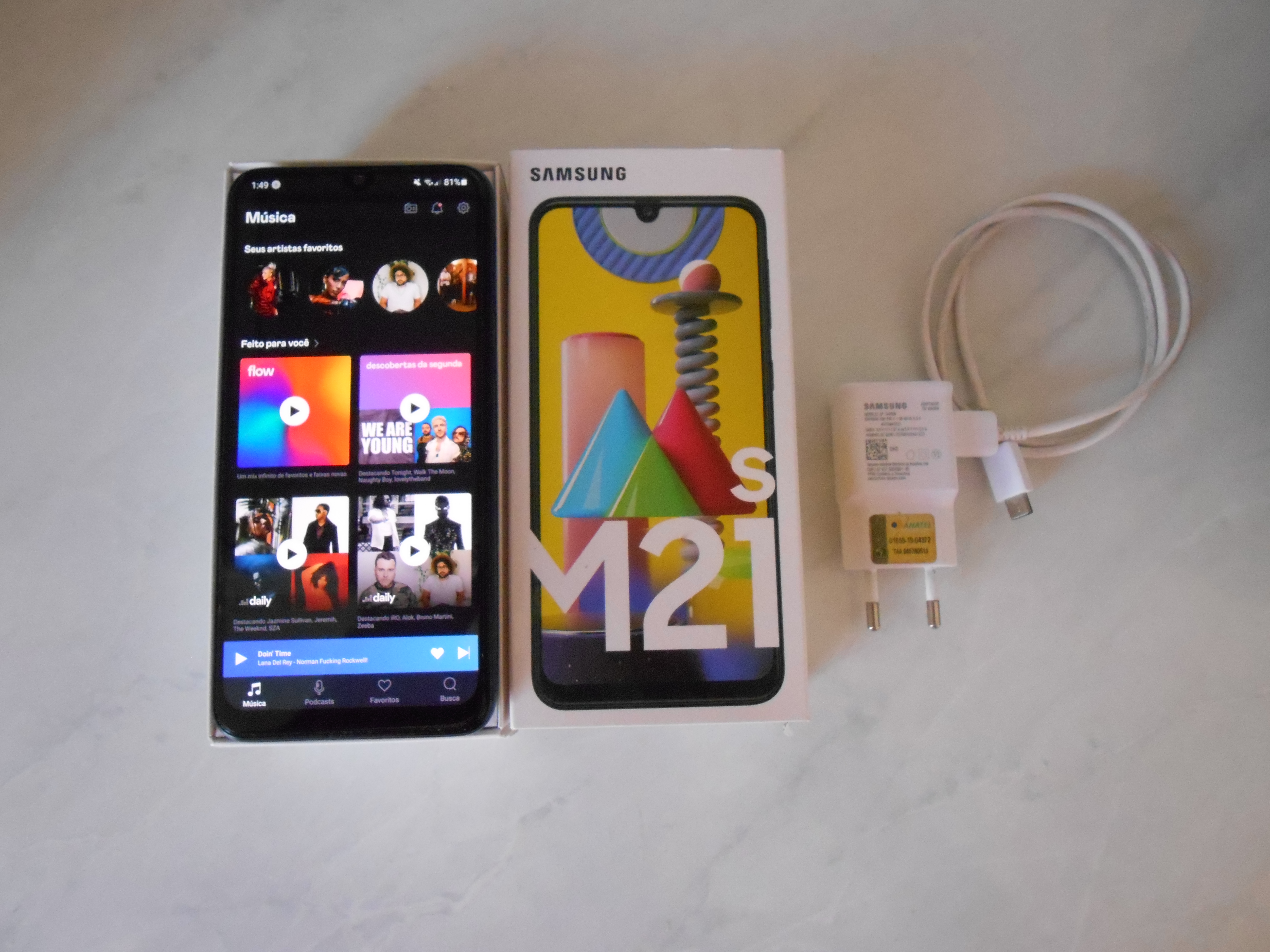
Galaxy M21-S.
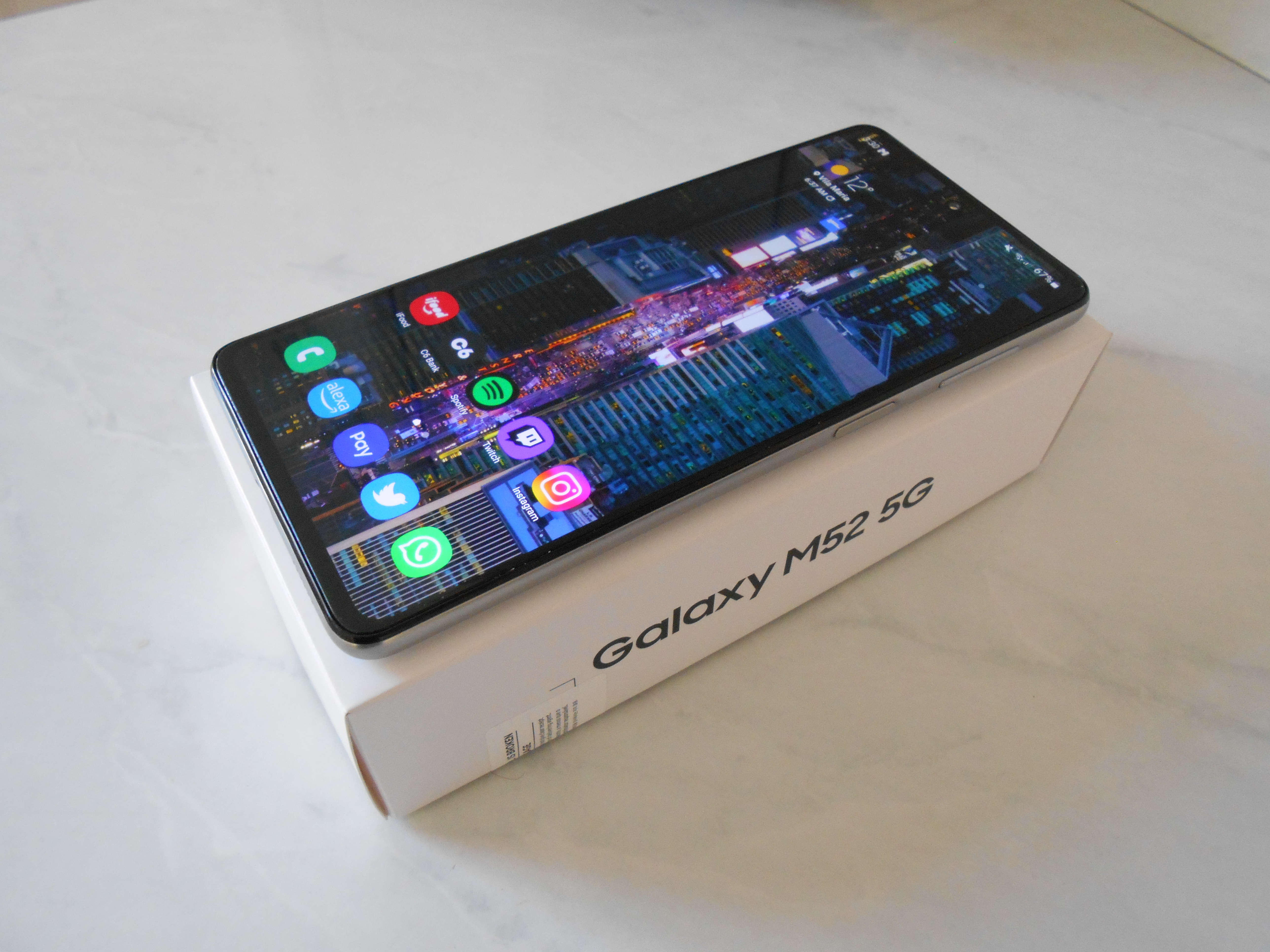
Galaxy M52-5G.

A série M está posicionada nos segmentos de smartphones considerados "intermediário" e "básico", todos os modelos da série contam com os recursos mínimos necessários para um uso básico, com alguns modelos recebendo recursos adicionais e avançados, diferenciando-os dentro da série. Também variam de tamanho e design. A Samsung tem como alvo para a série M o Brasil e México, na América Latina. A África do Sul e Nigéria, na África. Os mercados asiáticos emergentes, como Índia e Tailândia, e o mercado europeu de entrada como resposta à crescente popularidade de smartphones econômicos oferecidos por fabricantes chineses como Xiaomi, Huawei e BBK Electronics.
Esta série apesar de possuir tela grande são mais econômicos, devido ter resoluções dos displays menores se comparados com os Galaxy A (substituta da série J).
Para quem busca aparelhos para jogos mais pesados, os mais completos são: M51 e M73.

## Modelos

### Primeira geração (2019) (Galaxy Mx0)
| Modelo              | resolução tipo de tela                                         | Sistema Operacional            | Processador                   | Armazenam. Memória                        | Câmera Principal                    | Câmera Frontal | Sensor Biométrico | Bateria   | Carregamento Rápido                  | Ref   |
| ------------------- | -------------------------------------------------------------- | ------------------------------ | ----------------------------- | ----------------------------------------- | ----------------------------------- | -------------- | ----------------- | --------- | ------------------------------------ | ----- |
| Samsung Galaxy M10  | 6.2" HD+ PLS TFT Infinity-V Display (720 x 1520 pixels)        | Android 8.1 (Oreo); One UI     | Samsung Exynos 7870 Octa-core | 16 ou 32 GB flash 2 ou 3 GB RAM           | 13 MP (Wide) 5 MP (Ultrawide)       | 5 MP           | Não               | 3,400 mAh | Não (micro-USB)                      | [ 2 ] |
| Samsung Galaxy M10s | 6.4" HD+ Super AMOLED Infinity-V Display (720 x 1560 pixels)   | Android 9.0 (Pie); One UI 2.0  | Samsung Exynos 7884B          | 32 GB flash / 3 GB RAM                    | 13 MP (Wide) 5 MP (Ultrawide)       | 8 MP           | Na traseira       | 4,000 mAh | 15W com carregamento Rápido Restrito | [ 3 ] |
| Samsung Galaxy M20  | 6.3" FHD+ PLS TFT Infinity-V Display (1080 x 2340 pixels)      | Android 8.1 (Oreo); One UI 2.0 | Samsung Exynos 7904 Octa      | 32 or 64 GB flash / 3 or 4 GB RAM         | 13 MP 5 MP (Ultrawide)              | 8 MP           | Na traseira       | 5,000 mAh | 15W com carregamento Rápido Restrito | [ 4 ] |
| Samsung Galaxy M30  | 6.4" FHD+ Super AMOLED Infinity-U Display (1080 x 2340 pixels) | Android 8.1 (Oreo); One UI 2.0 | Samsung Exynos 7904 Octa      | 32, 64 or 128 GB flash / 3, 4 or 6 GB RAM | 13 MP 5 MP (Ultrawide) 5 MP (Depth) | 16 MP          | Na traseira       | 5,000 mAh | 15W com carregamento Rápido Restrito | [ 5 ] |
| Samsung Galaxy M30s | 6.4" FHD+ Super AMOLED Infinity-U Display (1080 × 2340 pixels) | Android 9.0 (Pie); One UI 3.0  | Samsung Exynos 9611 Octa      | 64 or 128 GB flash / 4 or 6 GB RAM        | 48 MP 8 MP (Ultrawide) 5 MP (Depth) | 16 MP          | Na traseira       | 6,000 mAh | 15W com carregamento Rápido Restrito | [ 6 ] |
| Samsung Galaxy M40  | 6.3" FHD+ IPS LCD Infinity-O Display (1080 x 2340 pixels)      | Android 9.0 (Pie); One UI 3.0  | Qualcomm Snapdragon 675       | 64 or 128 GB flash / 4 or 6 GB RAM        | 32 MP 8 MP (Ultrawide) 5 MP (Depth) | 16 MP          | Na traseira       | 3,500 mAh | 15W com carregamento Rápido Restrito | [ 7 ] |

### Segunda geração (2020) (Galaxy Mx1)
| Modelo              | Tela                                                                | Sistema Operacional  | Processador              | Memória                                                                  | Câmera Principal                                     | Câmera Frontal | Sensor Biométrico | Bateria   | Carregamento Rápido                |
| ------------------- | ------------------------------------------------------------------- | -------------------- | ------------------------ | ------------------------------------------------------------------------ | ---------------------------------------------------- | -------------- | ----------------- | --------- | ---------------------------------- |
| Samsung Galaxy M01  | 5.7" HD+ PLS TFT Infinity-V Display (720 x 1520 pixels)             | Android 10; One UI 2 | Qualcomm Snapdragon 439  | 32 GB flash / 3 GB RAM                                                   | 13 MP (Wide) 2 MP (Depth)                            | 5 MP           | Não               | 4,000 mAh | 15W Carregamento Rápido Adaptativo |
| Samsung Galaxy M01s | 6.2" HD+ PLS TFT Infinity-V Display (720 x 1520 pixels)             | Android 10; One UI 2 | MediaTek Helio P22       | 32 GB flash / 3 GB RAM                                                   | 13 MP (Wide) 2 MP (Depth)                            | 5 MP           | Não               | 4,000 mAh | 15W Carregamento Rápido Adaptativo |
| Samsung Galaxy M11  | 6.4" HD+ PLS TFT Infinity-O Display (720 x 1560 pixels)             | Android 10; One UI 2 | Qualcomm Snapdragon 450  | 32 or 64 GB flash / 3 or 4 GB RAM                                        | 13 MP (Wide) 5 MP (Ultrawide) 2 MP (Depth)           | 8 MP           | Tampa Traseira    | 5,000 mAh | 15W Carregamento Rápido Adaptativo |
| Samsung Galaxy M21  | 6.4" FHD+ Super AMOLED Infinity-U Display (1080 × 2340 pixels)      | Android 10; One UI 2 | Samsung Exynos 9611 Octa | 64 or 128 GB flash / 4 or 6 GB RAM                                       | 48 MP (Wide) 8 MP (Ultrawide) 5 MP (Depth)           | 20 MP          | Tampa Traseira    | 6,000 mAh | 15W Carregamento Rápido Adaptativo |
| Samsung Galaxy M21s | 6.4" FHD+ Super AMOLED Infinity-U Display (1080 × 2340 pixels)      | Android 10; One UI 2 | Samsung Exynos 9611 Octa | 64 or 128 GB flash / 4 or 6 GB RAM                                       | 64 MP (Wide) 8 MP (Ultrawide) 5 MP (Depth)           | 32 MP          | Tampa Traseira    | 6,000 mAh | 15W Carregamento Rápido Adaptativo |
| Samsung Galaxy M31  | 6.4" FHD+ Super AMOLED Infinity-U Display (1080 × 2340 pixels)      | Android 10; One UI 2 | Samsung Exynos 9611 Octa | 64 or 128 GB flash / 6 or 8 GB RAM (128 GB flash / 6 GB RAM, prime only) | 64 MP (Wide) 8 MP (Ultrawide) 2x 5 MP (Macro/Depth)  | 32 MP          | Tampa Traseira    | 6,000 mAh | 15W Carregamento Rápido Adaptativo |
| Samsung Galaxy M31s | 6.5" FHD+ Super AMOLED Infinity-O Display (1080 × 2400 pixels)      | Android 10; One UI 2 | Samsung Exynos 9611 Octa | 128 GB flash / 6 or 8 GB RAM                                             | 64 MP (Wide) 12 MP (Ultrawide) 2x 5 MP (Macro/Depth) | 32 MP          | Lateral           | 6,000 mAh | 25W Carregamento Rápido Adaptativo |
| Samsung Galaxy M51  | 6.7" FHD+ Super AMOLED Plus Infinity-O Display (1080 × 2400 pixels) | Android 10; One UI 2 | Qualcomm Snapdragon 730G | 128 GB flash / 6 or 8 GB RAM                                             | 64 MP (Wide) 12 MP (Ultrawide) 2x 5 MP (Macro/Depth) | 32 MP          | Lateral           | 7,000 mAh | 25W Carregamento Rápido Adaptativo |

### Terceira geração (2021) (Galaxy Mx2)
| Modelo        | Tela                                                                       | Sistema Operacional                                  | Processador              | Memória RAM            | Armazenamento Interno | Câmera Principal                                         | Câmera Frontal | Sensor Biométrico | Bateria                             | Carregamento Rápido                                                                   |
| ------------- | -------------------------------------------------------------------------- | ---------------------------------------------------- | ------------------------ | ---------------------- | --------------------- | -------------------------------------------------------- | -------------- | ----------------- | ----------------------------------- | ------------------------------------------------------------------------------------- |
| Galaxy M02    | 6.5" HD+ PLS IPS Infinity-V Display (720 x 1600 pixels)                    | Android 10; One UI 2                                 | MediaTek MT6739W         | 2 GB 3 GB              | 32 GB                 | 13 MP (Wide) 2 MP (Macro)                                | 5 MP           | Não               | 5,000 mAh                           | Não                                                                                   |
| Galaxy M02s   | 6.5" HD+ PLS IPS Infinity-V Display (720 x 1600 pixels)                    | Android 10; One UI 2                                 | Qualcomm Snapdragon 450  | 3 GB 4 GB              | 32 GB 64 GB           | 13 MP (Wide) 2 MP (Macro) 2 MP (Depth)                   | 5 MP           | Não               | 5,000 mAh                           | 15W Carregamento Rápido Adaptativo                                                    |
| Galaxy M12    | 6.5" HD+ 90 Hz PLS IPS Infinity-V Display (720 x 1600 pixels)              | Android 11; One UI 3.1                               | Samsung Exynos 850       | 3 GB 4 GB 6 GB (India) | 32 GB 64 GB 128 GB    | 48 MP (Wide) 5 MP (Ultrawide) 2 MP (Macro) 2 MP (Depth)  | 8 MP           | Lateral           | 5,000 mAh 6,000 mAh (Somente Índia) | 15W Carregamento Rápido Adaptativo                                                    |
| Galaxy M22    | 6.4" HD+ 90 Hz Super AMOLED Infinity-U Display (1080 x 2400 pixels)        | Android 11; One UI 3.1                               | MediaTek Helio G80       | 4 GB                   | 128 GB                | 48 MP (Wide) 8 MP (Ultrawide) 2 MP (Macro) 2 MP (Depth)  | 13 MP          | Lateral           | 5,000 mAh                           | 25W Carregamento Rápido Adaptativo                                                    |
| Galaxy M32    | 6.4” FHD+ 90 Hz Super AMOLED Infinity-U Display (1080 x 2400 pixels)       | Android 11; One UI 3.1                               | MediaTek Helio G80       | 4 GB 6 GB 8 GB         | 64 GB 128 GB          | 64 MP (Wide) 8 MP (Ultrawide) 2 MP (Macro) 2 MP (Depth)  | 20 MP          | Lateral           | 5,000 mAh 6,000 mAh (Somente Índia) | 25W Carregamento Rápido Adaptativo 15W Carregamento Rápido Adaptativo (Somente Índia) |
| Galaxy M32 5G | 6.5" HD+ PLS IPS Infinity-V Display (720 x 1600 pixels)                    | Android 11; One UI 3.1                               | MediaTek Dimensity 720   | 6 GB 8 GB              | 128 GB                | 48 MP (Wide) 8 MP (Ultrawide) 5 MP (Macro) 2 MP (Depth)  | 13 MP          | Lateral           | 5,000 mAh                           | 15W Carregamento Rápido Adaptativo                                                    |
| Galaxy M42 5G | 6.6" HD+ Super AMOLED Infinity-U Display (720 x 1600 pixels)               | Android 11; One UI 3.1                               | Qualcomm Snapdragon 750G | 6 GB 8 GB              | 128 GB                | 48 MP (Wide) 8 MP (Ultrawide) 5 MP (Macro) 5 MP (Depth)  | 20 MP          | Óptico            | 5,000 mAh                           | 15W Carregamento Rápido Adaptativo                                                    |
| Galaxy M52 5G | 6.7" FHD+ 120 Hz Super AMOLED Plus Infinity-O Display (1080 x 2400 pixels) | Android 11; One UI 3.1                               | Qualcomm Snapdragon 778G | 6 GB                   | 128 GB                | 64 MP (Wide) 12 MP (Ultrawide) 5 MP (Macro)              | 32 MP          | Lateral           | 5,000 mAh                           | 25W Carregamento Rápido Adaptativo                                                    |
| Galaxy M62    | 6.7" FHD+ Super AMOLED Plus Infinity-O Display (1080 x 2400 pixels)        | Android 11; One UI 3 (Atual: Android 13; One UI 5.0) | Samsung Exynos 9825      | 8 GB                   | 128 GB 256 GB         | 64 MP (Wide) 12 MP (Ultrawide) 5 MP (Macro) 5 MP (Depth) | 32 MP          | Lateral           | 7,000 mAh                           | 25W Carregamento Rápido Adaptativo                                                    |

### Quarta geração (2022) (Galaxy Mx3)
| Modelo        | Tela                                                                       | Sistema Operacional         | Processador              | Memória RAM | Armazenamento Interno | Câmera Principal                                         | Câmera Frontal | Sensor Biométrico | Bateria                           | Carregamento Rápido                |
| ------------- | -------------------------------------------------------------------------- | --------------------------- | ------------------------ | ----------- | --------------------- | -------------------------------------------------------- | -------------- | ----------------- | --------------------------------- | ---------------------------------- |
| Galaxy M13    | 6.6" FHD+ PLS IPS Infinity-V Display (1080 x 2408 pixels)                  | Android 12; One UI Core 4.1 | Samsung Exynos 850       | 4 GB        | 64 GB 128 GB          | 50 MP (Wide) 5 MP (Ultrawide) 2 MP (Depth)               | 8 MP           | Lateral           | 5000 mAh                          | 15W Carregamento Rápido Adaptativo |
| Galaxy M23    | 6.6" FHD+ 120 Hz TFT LCD Infinity-V Display (1080 x 2408 pixels)           | Android 12; One UI 4.1      | Qualcomm Snapdragon 750G | 4 GB 6 GB   | 128 GB                | 50 MP (Wide) 8 MP (Ultrawide) 2 MP (Depth)               | 8 MP           | Lateral           | 5000 mAh                          | 25W Carregamento Rápido Adaptativo |
| Galaxy M33 5G | 6.6" FHD+ 120 Hz TFT LCD Infinity-V Display (1080 x 2408 pixels)           | Android 12; One UI 4.1      | Samsung Exynos 1280      | 6 GB 8 GB   | 128 GB                | 50 MP (Wide) 8 MP (Ultrawide) 2 MP (Depth) 2 MP (Macro)  | 8 MP           | Lateral           | 5000 mAh 6000 mAh (Somente Índia) | 25W Carregamento Rápido Adaptativo |
| Galaxy M53 5G | 6.7" FHD+ 120 Hz Super AMOLED Plus Infinity-O Display (1080 x 2408 pixels) | Android 12; One UI 4.1      | MediaTek Dimensity 900   | 6 GB 8 GB   | 128 GB 256 GB         | 108 MP (Wide) 8 MP (Ultrawide) 2 MP (Depth) 2 MP (Macro) | 32 MP          | Lateral           | 5000 mAh                          | 25W Carregamento Rápido Adaptativo |

### Quinta geração (2023) (Galaxy Mx4)
| Modelo        | Tela                                                                       | Sistema Operacional         | Processador         | Memória RAM | Armazenamento Interno | Câmera Principal                                        | Câmera Frontal | Sensor Biométrico | Bateria  | Carregamento Rápido                |
| ------------- | -------------------------------------------------------------------------- | --------------------------- | ------------------- | ----------- | --------------------- | ------------------------------------------------------- | -------------- | ----------------- | -------- | ---------------------------------- |
| Galaxy M04 5G | 6.5" HD+ PLS LCD Infinity-V Display ( 720 X 1600 pixels)                   | Android 12 One UI Core 4.1  | Mediatek Helio P35  | 4 GB        | 64 GB 128 GB          | 13 MP (wide) 2 MP, (depth)                              | 5 MP           | Óptico            | 5000 mAh | 15W Carregamento Rápido Adaptativo |
| Galaxy M14 5G | 6.6" FHD+ PLS LCD Infinity-V Display (1080 x 2408 pixels)                  | Android 13; One UI Core 5.1 | Samsung Exynos 1330 | 4 GB 6 GB   | 64 GB 128 GB          | 50 MP (Wide) 2 MP (Macro) 2 MP (Depth)                  | 13 MP          | Lateral           | 6000 mAh | 25W Carregamento Rápido Adaptativo |
| Galaxy M34 5G | 6.5" FHD+ 120 Hz Super Amoled Infinity-U Display (1080 x 2340 pixels)      | Android 13; One UI 5.1      | Samsung Exynos 1280 | 6 GB 8 GB   | 128 GB                | 50 MP (Wide) 8 MP (Ultrawide) 2 MP (Depth) 2 MP (Macro) | 13 MP          | Lateral           | 6000 mAh | 25W Carregamento Rápido Adaptativo |
| Galaxy M54 5G | 6.7" FHD+ 120 Hz Super AMOLED Plus Infinity-O Display (1080 x 2400 pixels) | Android 13, One UI 5.1      | Samsung Exynos 1380 | 8 GB        | 128 GB 256 GB         | 108 MP (Wide) 8 MP (Ultrawide) 2 MP (Macro)             | 32 MP          | Lateral           | 6000 mAh | 25W Carregamento Rápido Adaptativo |